# 华南鳞始蕨
华南鳞始蕨（学名：Lindsaea austrosinica）为鳞始蕨科鳞始蕨属下的一个种。也称华南陵齿蕨。